# Tatsunori Hisanaga
Tatsunori Hisanaga (久永 辰徳 Hisanaga Tatsunori?, nacido el 23 de diciembre de 1977 en Kagoshima) es un exfutbolista japonés. Jugaba de centrocampista y su último club fue el Volca Kagoshima de Japón.

## Trayectoria

### Clubes
| Club                | País  | Año         |
| ------------------- | ----- | ----------- |
| Avispa Fukuoka      | Japón | 1996 - 2009 |
| Yokohama F. Marinos | Japón | 2002        |
| Omiya Ardija        | Japón | 2004 - 2006 |
| Volca Kagoshima     | Japón | 2010        |